# فرودگاه بین‌المللی ونوکووا
فرودگاه بین‌المللی ونوکووا (به روسی: Аэропорт Внуково) (یاتا: VKO، ایکائو: UUWW) که قبلاً فرودگاه بین‌المللی آندری توپولف ونوکووا (به یاد آندری توپولف) نامیده می‌شد، یک فرودگاه بین‌المللی دو بانده است که در فاصلهٔ ۲۸ کیلومتر (۱۷ مایل) جنوب غرب مرکز مسکو، در روسیه قرار دارد. این فرودگاه یکی از چهار فرودگاهی است که در مسکو قرار دارند، و به همراه فرودگاه بین‌المللی دوموده‌دوو، فرودگاه بین‌المللی شرمتیوو، و فرودگاه رامنسکویه پروازها به/از مسکو را پوشش می‌دهند. در سال ۲۰۱۹، ۲۴٫۰۱ میلیون مسافر از طریق این فرودگاه جابجا شدند که نسبت به سال قبل از آن ۱۲٪ رشد داشت. ونوکووا در سال ۲۰۲۱ یازدهمین فرودگاه پررفت‌وآمدترین در اروپا بود اما پس از اعمال تحریم‌ها علیه روسیه در پی حمله روسیه به اوکراین در سال ۲۰۲۲، تعداد پروازهای این فرودگاه کاهش یافت و رتبه‌اش از نظر جابجایی مسافر به ۳۰مین فرودگاه در اروپا کاهش یافت.

## شرکت‌های هواپیمایی و مقصدهای پروازی
| شرکت‌های هواپیمایی        | مقصدهای پروازی |
| ------------------------ | --- |
| Aero Nomad Airlines      | فرودگاه بین‌المللی مناس، فرودگاه اوش |
| شرکت هواپیمایی آرمنیا    | فرودگاه بین‌المللی زوارتنوتس |
| آذربایجان ایرلاینز       | فرودگاه بین‌المللی حیدر علی‌اف |
| ازیموت (شرکت هواپیمایی)  | فرودگاه بین‌المللی باتومی، فرودگاه بین‌المللی بخارا، فرودگاه فرغانه، فرودگاه بین‌المللی گنجه، فرودگاه استانبول، فرودگاه نمنگان، فرودگاه پسکوف، Qarshi, فرودگاه بین‌المللی تاشکند، فرودگاه بین‌المللی تفلیس، فرودگاه ترمذ، فرودگاه گرگانج، فرودگاه بین‌المللی زوارتنوتس |
| آزور ایر                 | چارتر فصلی: فرودگاه آنتالیا، فرودگاه میلاس-بودروم، فرودگاه بین‌المللی باندرانیکی، فرودگاه بین‌المللی غردقه، فرودگاه بین‌المللی یو-تاپائو، فرودگاه بین‌المللی پوکت، فرودگاه بین‌المللی شرم‌الشیخ، فرودگاه بین‌المللی زوارتنوتس |
| بلاویا                   | فرودگاه گومل، فرودگاه بین‌المللی مینسک |
| کونویاسا                 | فرودگاه بین‌المللی سیمون بولیوار (ونزوئلا), فرودگاه بین‌المللی خوزه مارتی |
| Fly Arna                 | فرودگاه بین‌المللی زوارتنوتس |
| فلای بغداد               | فرودگاه بین‌المللی بغداد |
| فلای‌دبی                  | فرودگاه بین‌المللی دبی |
| فلای وان                 | فرودگاه بین‌المللی زوارتنوتس |
| گازپروماویا              | Bovanenkovo, فرودگاه نادیم، فرودگاه نووی اورنگوی، فرودگاه نویابرسک، فرودگاه بین‌المللی رسچینو، فرودگاه بین‌المللی اوفا، فرودگاه یامبورگ، فرودگاه کولتسوو |
| جورجین ایرویز            | فرودگاه بین‌المللی باتومی، فرودگاه بین‌المللی تفلیس |
| آی-فلای                  | فرودگاه پولکوو، فرودگاه بین‌المللی سوچی، فرودگاه کولتسوو |
| هواپیمایی عراق           | فرودگاه بین‌المللی بغداد |
| هواپیمایی ماهان          | فرودگاه بین‌المللی امام خمینی |
| هواپیمایی معراج          | فرودگاه بین‌المللی امام خمینی |
| نوول‌ایر                  | فصلی: فرودگاه بین‌المللی منستیر – حبیب بورقیبه، فرودگاه بین‌المللی تونس قرطاج |
| پگاسوس ایرلاینز          | فرودگاه بین‌المللی صبیحه گوکچن فصلی: فرودگاه بین‌المللی اسن‌بوغا، فرودگاه آنتالیا، فرودگاه میلاس-بودروم، فرودگاه دالامان، فرودگاه قاضی پاشا، فرودگاه عدنان مندرس |
| پوبدا (شرکت هواپیمایی)   | فرودگاه بین‌المللی ابوظبی، فرودگاه آنتالیا، فرودگاه گورنو-آلتایسک، فرودگاه بین‌المللی شیراک، فرودگاه استانبول، فرودگاه بین‌المللی صبیحه گوکچن، فرودگاه خرابوروفو، فرودگاه کورگان، فرودگاه اویتاش، فرودگاه مینرالنیه وودی، فرودگاه تولمچوا، فرودگاه بولشویه ساوینو، فرودگاه بسووتس، فرودگاه پولکوو، فرودگاه سمرقند، فرودگاه سارانسک، Saratov, فرودگاه بین‌المللی شرم‌الشیخ، فرودگاه بین‌المللی سوچی، فرودگاه بین‌المللی سورگوت، فرودگاه بین‌المللی تاشکند (آغاز از۳ آوریل ۲۰۲۴), فرودگاه بوگاشف، فرودگاه بین‌المللی رسچینو، فرودگاه بین‌المللی اوفا، فرودگاه اولان‌اوده، فرودگاه اولیانووسک باراتایوکا، فرودگاه بین‌المللی ولگاگراد، فرودگاه کولتسوو فصلی: فرودگاه میلاس-بودروم، فرودگاه دالامان، فرودگاه بین‌المللی دبی، فرودگاه قاضی پاشا                             |
| Qanot Sharq              | فرودگاه بین‌المللی تاشکند |
| روسیه ایرلاینز           | فرودگاه پولکوو |
| روس‌لاین                  | فرودگاه تامبوف دونسکویه، فرودگاه وورکوتا، فرودگاه یوشکار اولا (معلق) |
| اسکات ایرلاینز           | فرودگاه آقتائو، فرودگاه بین‌المللی آلماتی، فرودگاه بین‌المللی نورسلطان نظربایف، فرودگاه بین‌المللی چیمکند |
| Shirak Avia              | فرودگاه بین‌المللی زوارتنوتس |
| هواپیمایی سوریه          | فرودگاه بین‌المللی دمشق |
| تیلویند ایرلاینز         | فرودگاه استانبول |
| ترکیش ایرلاینز           | فرودگاه آنتالیا، فرودگاه استانبول فصلی: فرودگاه میلاس-بودروم، فرودگاه دالامان |
| یوتی‌ایر اوییشن           | فرودگاه بین‌المللی حیدر علی‌اف، فرودگاه بین‌المللی بخارا، فرودگاه بین‌المللی دوشنبه، فرودگاه فرغانه، فرودگاه گروزنی، فرودگاه خرابوروفو، فرودگاه بین‌المللی قازان، فرودگاه خانتی-مانسییسک، فرودگاه کوگالیم، فرودگاه یملیانو، فرودگاه کورگان، فرودگاه مگس، فرودگاه اویتاش، فرودگاه مینرالنیه وودی، فرودگاه بین‌المللی مینسک، فرودگاه مورمانسک، فرودگاه نخجوان، فرودگاه ناریان-مار، فرودگاه نویابرسک، فرودگاه پولکوو، فرودگاه بین‌المللی کورومچ، فرودگاه سمرقند، فرودگاه بین‌المللی سوچی، فرودگاه بین‌المللی سورگوت، فرودگاه سیکتیوکار، فرودگاه بین‌المللی تاشکند، فرودگاه بین‌المللی رسچینو، فرودگاه بین‌المللی اوفا، فرودگاه اوختا، فرودگاه اوسینسک، فرودگاه بسلان، فرودگاه یاکوتسک، فرودگاه بین‌المللی زوارتنوتس فصلی: Beloyarsky چارتر فصلی: فرودگاه بین‌المللی زنگبار |
| UVT Aero                 | فرودگاه بوگولما، فرودگاه بین‌المللی قازان، Tobolsk |
| ازبکستان ایرویز          | فرودگاه بین‌المللی بخارا، فرودگاه فرغانه، فرودگاه نمنگان، فرودگاه ناوویی، فرودگاه نوکوس، Qarshi, فرودگاه سمرقند، فرودگاه بین‌المللی تاشکند، فرودگاه ترمذ، فرودگاه گرگانج |
| وولوگدا اوییشن انترپرایز | فرودگاه وولوگدا |
| یاکوتیا ایرلاینز         | فرودگاه اویتاش، فرودگاه مینرالنیه وودی، فرودگاه چولمان، فرودگاه اسپیچنکوف، فرودگاه پوک، Sabetta, فرودگاه بین‌المللی سوچی، فرودگاه یاکوتسک |
| یامال ایرلاینز           | فرودگاه بین‌المللی رسچینو |